# Dell Streak
Dell Streak 5（曾名為Dell Mini 5）是美國電腦商戴爾推出的智能手機/平板電腦混合體，使用Google Android 操作系統，2010年6月4日推出，2011年8月15日起停止出售。

## 硬件
Dell Streak 採用 5吋 WVGA TFT LCD 顯示屏，800 x 480 解像度，Qualcomm Snapdragon QSD8250 1 GHz 處理器，512 MB 記憶體、16 GB 快閃記憶體，後置 500 萬像素自動對焦鏡頭、雙 LED 閃光燈。機身備有赤紅色及碳黑色供選擇。

## 軟件
Dell Streak 推出時採用Android 1.6 (Donut) 版本操作系統；戴爾於2010年底提供操作系統官方升級至Android 2.2 (Froyo) 版本。部份國家發售的 Streak 設有特製使用者介面 Stage UI。預載軟件包括 TouchDown，支援 Microsoft Exchange，供同步郵件和日曆。

## 外部連結
- Dell Streak 戴爾香港官方網站
- Engadget - Dell Mini 5: We Have It（页面存档备份，存于）
- Tablet Leader - Dell Streak Full Review
- Dell Streak Community/Support forum